# Kuwandyk
Kuwandyk (russisch Кувандык) ist eine russische Stadt mit 26.169 Einwohnern (Stand 14. Oktober 2010) in der östlichen Oblast Orenburg südlich des Urals.

## Lage
Kuwandyk liegt am Ural-Zufluss Sakmara, direkt an der Hauptstraße zwischen den beiden Metropolen Orenburg und Orsk. Die Entfernung nach Orenburg beträgt knapp 200 km, nach Orsk rund 90 km. Die nächstgelegene Stadt Mednogorsk befindet sich etwa 15 km südöstlich von Kuwandyk. Die Stadt hat einen Bahnhof an der Trans-Aral-Eisenbahn.

## Geschichte
Der Ort wurde Ende des 19. Jahrhunderts von Siedlern aus dem europäischen Teil Russlands und aus der Ukraine als Dorf Pokrowka (Покровка) gegründet. Als hier 1915 eine Eisenbahnstation entstand, wurde der Name, um Verwechselungen mit einer Station des gleichen Namens zu vermeiden, in Kuwandyk umbenannt. So heißt ein Fluss in der Nähe der Stadt. 1953 wurde Kuwandyk offiziell als Stadt anerkannt.

### Bevölkerungsentwicklung
| Jahr | Einwohner |
| ---- | --------- |
| 1939 | 11.185    |
| 1959 | 21.383    |
| 1970 | 22.914    |
| 1979 | 25.090    |
| 1989 | 28.339    |
| 2002 | 28.679    |
| 2010 | 26.169    |

Anmerkung: Volkszählungsdaten

## Sonstiges
In der Nähe der Stadt gibt es ein Wintersportzentrum namens Dolina.